# Šehid
Šehid (arap. شهيد, šahīd), religiozni izraz u islamu, koji doslovno znači »žrtva«. To je titula koja se daje muslimanima nakon smrti, ako umru ispunjavajući religijske zapovijedi, ili tijekom rata za religiju. Termin nema samo religijsku konotaciju, na Indijskom potkontinentu često ga upotrebljavaju Hindusi i Siki kao ekvivalent za mrtvaca. Arapski kršćani upotrebljavaju ovaj termin kako bi opisali ljude ubijene tijekom rata ili na dužnosti.
Šehidom se smatra osoba čije je mjesto u raju (dženetu) obećano, prema ajetu iz Kurana, sura ali-Imran, 169. ajet: 
- u prijevodu: Nikako ne smatraj mrtvima one koji su na Alahovu putu izginuli! Ne, oni su živi i u obilju su kod Gospodara svoga

Poginuli borci tijekom rata u BiH se konsenzusom nazivaju šehidima ako su pripadali Bošnjačko-muslimanskom korpusu.
Često se u novije vrijeme šehidima nazivaju (samoprozvano) bombaši samoubojice, s čim se ne slaže većina islamske uleme jer je takav čin izvršavanje samoubojstva, što je po islamu veliki grijeh.